# Имя при рождении
Урождённое и́мя, имя при рожде́нии — имя, которое человек получает при рождении. Обычно состоит из нескольких частей — имени, отчества, фамилии или прозвища.
Сразу после рождения или даже перед рождением человек получает его первое имя — личное имя. Оно выделяет его из окружающих членов семьи — отца, матери, а также при неофициальном общении и в быту.

## Наречение имён
У Древних греков наречение имён происходило на десятый день после рождения. Греки имели только личные имена, к которым, для лучшего различения прибавлялось имя отца либо в генитиве, либо в поэтическом контексте, с добавлением аффиксов "ides", "ios" (например у Гомера: Diomedes Tydeides — сын Tydeus"a). Имена по большей части были двукорневые (Megakles — обладающий великой славой), от них часто образовывались однокорневые краткие и ласкательные производные (Kleon, Nikias). Семантика имён была связана с древними аристократическими идеалами — славы, войны, силы и др. Были распространены также имена-посвящения, производные от имён и прозвищ богов (Геродот, Аполлодор). Кроме двукорневых образований, имелись также изначально однокорневые имена, заключавшие часто насмешку над их носителем (Simon — тупоносый). Как правило, считалось желательным передавать имя или его составную часть по наследству. Часто внук носил имя деда (отца и сына Перикла звали Ксантипп). В эпоху эллинизма сын часто получал имя отца, отдельные случаи такого родства встречались и раньше (Демосфен, сын Демосфена). Для более точной индентификации к имени могло присоединяться сведение о происхождении лица, т.е. о городе, гражданином которого он являлся (этника). Во время правления Клисфена в Афинах, добавлялось также указание на дем происхождения (демоника, напр. Paianieus — из дема Paiania).
Женские имена также могли быть двукорневыми (Kleobule) и однокорневыми (Philiste), к ним прибавлялось имя отца или позже супруга в генитиве. Девочки получали родовое имя (Tullia), иногда с уточнением: Maior (старшая) или Minor (младшая), Tertia (третья) и.т.д. В эпоху Римской империи, иногда, в личное имя добавлялось также родовое имя или фамильное прозвище отца.
Рабы, имевшие детей, давали ему только одно имя, внутренняя форма которого указывала на несвободное положение и на происхождение.
Вольноотпущенники принимали личное и родовое имя своего бывшего владельца, в качестве прозвища бралось прежнее рабское имя.
Древние римляне, через этрусское влияние, восприняли индоевропейскую систему наречения имён, восстанавливаемую по сохранившимся древнейшим надписям. Каждый римлянин получал в раннюю эпоху два, а позднее часто и три имени (Gaius Sempronius Gracchus), где личное имя (Praenomen), родовое имя (Nomen gentile), и наследственное прозвище (Cognomen). Это обстоятельство могло отразить, как личный признак предка: внешности, характера, указывать на происхождение и передавалось по наследству внутри фамилии (Flaccus — вислоухий; Afer —африканец). Иногда прозвище к имени не давалось.  В официальных документах к личному имени после буквы "f" (filius — сын) прибавлялся генитив имени отца и в некоторых случаях указывалась триба.  В Римской империи, особенно у знатных фамилий, принято было иметь очень длинную цепочку имён, которая из-за неудобства произношения, заменялось каким либо прозванием.  К трём римским именам иногда добавлялось ещё одно личное имя (Barbatus — Бородатый). Имена также могли передаваться посредством усыновления детей. В наше время древних римлян называют либо по прозвищу (Цезарь), реже по родовому имени (Вергилий). Римская структура имени: "личное имя — родовое (фамильное) имя", принято в новое время у большинства народов.
Запас римских имён в римскую эпоху при рождении был крайне скуден (три из которых были просто имена числительные). Всего было 19 имён (всегда писавшиеся в сокращении): Aulus (Авл) — А; Appius (Аппий) — App; Gaius (Гай) — G; Gnaeus (Гней)  — Cn; Decimus (Децим) — D; Flavius (Флавий) — F; Kaeso (Кезон) — K; Lucius (Луций) — L; Marcus (Марк) — M; Manius (Маний) — М; Mamercus (Мамерк) — Mam; Numerius (Нумерий) — N; Publius (Публий) — P; Quintus (Квинт) — Q; Sextus (Секст) — Sex; Servius (Сервий) — Ser; Spurius (Спурий) — Sp; Titus (Тит) —T; Tiberius (Тиберий) — Ti(b).